# Sementes da Fé
Sementes da Fé é o décimo quinto álbum de estúdio da cantora brasileira Cassiane, lançado em 2005 pela MK Music, sendo o último trabalho em estúdio e penúltimo por obra na gravadora, tendo a produção de Jairinho Manhães. Em questões sonoras o trabalho mantém as características contidas nas obras anteriores, porém com poucas mudanças nos arranjos. O trabalho foi responsável por trazer de volta a 'ginga' gospel, e também voltou ao estilo pentecostal, traz parcerias com vários músicos, alguns reconhecidos na música cristã, como o guitarrista Bene Maldonado, integrante do Fruto Sagrado e o tecladista Emerson Pinheiro que tocou um shofar.
O disco foi novamente gravado no Reuel VIP Estúdios e foi masterizado no Classic Máster por Carlos Freitas. Por suas mais de 300 mil peças vendidas, recebeu disco de platina triplo da ABPD em 2015.
| Críticas profissionais | Críticas profissionais |
| Avaliações da crítica  | Avaliações da crítica  |
| Fonte                  | Avaliação              |
| ---------------------- | ---------------------- |
| Casa Gospel            | (favorável)            |
| O Propagador           | [ 4 ]                  |

## Faixas
1. Louve Sempre (Shirley Lima e Cassiane)
2. Sementes da Fé (Elaine Araújo)
3. Abraço do Noivo (Rogério Jr.)
4. Vai Abalar, Vai Sacudir (Eduardo Moreno)
5. Chuvas de Deus (Vanda Santos)
6. Vale A Pena Esperar (Rozeane Ribeiro)
7. Lugar Cheio de Glória (Edeny)
8. Receba (Flávia Afonso e Cassiane)
9. Esconderijo do Altíssimo (Fabiano Barcellos)
10. Dia de Glória (Emanuel de Albertim)
11. Só Pra Você (Welington e Thalita de Sá)
12. Perfume da Unção (Rogério Jr.)
13. Revestido Em Glória (Nilton César)
14. Santo dos Santos (Elaine Araújo)

## Clipes
- "Louve Sempre"
- "Sementes da Fé"

## Mini Clipes
- "Revestido Em Glória"
- "Receba"
- "Vale A Pena Esperar"
- "Sementes da Fé"

## Ficha Técnica
- Produção executiva: MK Publicitá
- Gravado e mixado no Reuel VIP Studios
- Técnicos de gravação: Gere Fontes Jr, Silvinho Santos e Flávio Senna (Auxiliares: Markinhos Ferreira, Guilherme Medeiros e Sérgio Ricardo)
- Mixagem: Flávio Senna e Gere Fontes Jr.
- Masterização: Carlos Freitas (Classic Master - SP)
- Arranjos, produção de voz e produção musical: Jairinho Manhães
- Arregimentação: Michele Passos
- Piano: Ronny Barbosa
- Bateria: Sidão Pires
- Baixo: Marcos Natto
- Teclados e programação de loops: Silvinho Santos
- Violão aço e nylon: Mindinho
- Acordeon: Lenno Maia
- Percussão: Zé Leal
- Guitarra base e drive: Mindinho e Bene Maldonado
- Guitarra steel: Rick Ferreira
- Violão flamenco e citara: Mauro Costa Jr.
- Sax tenor: Marcos Bonfim
- Trombone: Roby Olicar
- Trompete: Márcio André e Marlon Costa
- Sax alto: Josué Lopes
- Tímpano: Josué Avelino
- Rabeca: Silviolino
- Shofar: Emerson Pinheiro
- Violinos: Alexandre Brasolim, Paulo Torres, Silvanira Bermudes, Francisco Freitas, Juliane Martins, Maria Cristina Canestraro, Paulo Augusto Ogura, Maria Cláudia Gomes e Francisco Conde Saraiva
- Cellos: Romildo Weigartner, Victor Andrade, Maria Alice Brandão e Ivo Meyer
- Back Vocal: Cassiane, Sula Maia, Kátia Santana, Vânia Santos, Vanda Santos, Janeh Magalhães, Josy Bonfim, Joelma Bonfim, Wilian Nascimento, Marquinhos Menezes, Roby Olicar e Fael Magalhães.
- Fotos: Sérgio Menezes
- Criação de capa: MK Publicitá